# 윤원철 (1969년)
윤원철(尹元喆, 1969년 ~ )은 대한민국의 정치인, 별정직 공무원이다.참여정부의 청와대 수석실 행정관, 충청남도 부지사 등을역임했다. 충청남도 논산 출신.
충남대 총학생회장(1991년)과 노사모 사무국장을 역임했고, 백원우 국회의원 보좌관(국회 4급), 노무현의 참여정부 때 대통령비서실과 청와대 정책조정실과 시민사회수석실 행정관 등을 역임했다. 2010년과 2014년에는 안희정 충청남도지사 후보자 선거캠프의 총괄기획실장을 지냈다.

## 약력
- 논산군 연무읍 동산리 출생
- 1991년 충남대학교 총학생회장(행정학과 4학년 재학 중)
- 제5기 대전지역대표자협의회 의장
- 노사모 사무국장[2]
- 2003년 ~ 2008년 국가균형발전위원회(대통령 직속) 자문위원
- 2004년 ~ 2006년 국회 백원우 국회의원 보좌관(국회별정서기관)
- 2006년 ~ 대통령비서실 행정관
- 청와대 정책조정실 행정관
- ~ 2007년 청와대 시민사회수석실 행정관
- 2007년 ~ 2008년 민주평화통일자문회의 상임위원
- 2009년 강금원 창신섬유 회장의 돈을 안희정 당시 민주당 최고위원에게 전달한 혐의로 정치자금법 위반 및 알선수재 혐의를 적용받아 검찰에 구속[1] 당시 정치자금법 위반 혐의는 무죄를 선고 받았지만 알선수재 혐의는 인정돼 징역 1년과 8700만 원 상당의 추징금을 선고받았다.[3]
- 2009년 6월 1일 대전지검 특수부에서 구속했다. 2007년 9월 강금원 창신섬유 회장에게서 8천만원을 받아 안희정 민주당 최고위원에게 건넨 혐의였다. 윤 전 행정관은 국회의원 보좌관으로 재직하던 2005년께에도 지인으로부터 학교시설 개선 등에 관한 청탁과 함께 여러 차례에 걸쳐 1억원 안팎을 받은 혐의도 있다.[4]
- 2010년 대전 유성구에서 그를 돕기 위한 바자회가 열리다. 안희정 지사는 충남도지사 선거 전 대전 유성에서 열린 그를 돕기 위한 바자회에 물품을 후원하였다.[3]
- 2010년 안희정 도지사후보 선거대책위원회 총괄기획실장
- 2010년 4월 알선수재 혐의로 재수감[5]
- 2011년 4월 26일 ~ , 노무현 대통령 대전충남추모위원회 운영위원장[6]
- 2014년 충청남도지사 후보 안희정 선거대책위원회 총괄기획실장
- 2016년 제20대 국회의원 선거 대전 유성구갑 조승래 후보자 캠프에서 활동했다. 그는 조직구성, 언론홍보를 맡았다.[7]
- 2016년 ~ 2017년 더불어민주당 안희정 대통령예비후보 캠프 상황실장
- 2017년 더불어민주당 문재인 대통령후보자 비서실 부실장[2]
- 충청남도 정무부지사(지방별정관리관)

## 학력
- 1982년 연무중앙초등학교 졸업
- 1985년 연무중학교 졸업
- 1988년 논산대건고등학교 졸업
- 1988년 ~ 1996년 충남대학교 행정학과 졸업

## 같이 보기
- 노무현
- 문재인
- 백원우
- 안희정
- 강금원